# Декамино
Декамино́ (или 10-мино) — десятиклеточные полимино, или многоугольники, составленные из 10 единичных квадратов, соединённых сторонами.
Если не различать фигуры, получаемые друг из друга поворотами и отражениями, то существует 4655 декамино. Если условиться различать зеркальные отражения, то число различных декамино возрастает до 9189, а если различать и вращения — то до 36 446.

## Подмножества
195 из 4655 двусторонних (свободных) декамино содержат в себе отверстия. 13 из 195 «дырявых» декамино содержат отверстия в форме домино (все они могут быть получены добавлением единичного квадрата к единственному нонамино с отверстием в форме домино); оставшиеся 182 дырявых декамино содержат отверстия в форме мономино.

### Симметрии
4655 двусторонних декамино можно разбить на несколько подмножеств по их группам симметрии:
- 4461 декамино асимметричны — их группа симметрии тривиальна[10];
- 90 декамино имеют одну ось симметрии, параллельную рёбрам квадратного паркета, и их группа симметрии состоит из двух элементов — тождественного преобразования и отражения[11];
- 22 декамино имеют одну диагональную ось симметрии, и их группа симметрии также состоит из двух элементов[12];
- 73 декамино имеют центральную симметрию второго порядка, и их группа симметрии состоит из двух элементов — тождественного преобразования и поворота на 180°[13];
- 8 декамино имеют две взаимно перпендикулярные оси симметрии, параллельные сторонам полимино; их группа симметрий состоит из четырёх элементов — тождественного преобразования, двух отражений и поворота на 180°[14];
- 1 декамино имеет две взаимно перпендикулярные диагональные оси симметрии, и его группа симметрий состоит из четырёх элементов[15].

В отличие от октамино и нонамино, среди декамино не встречается поворотная симметрия четвёртого порядка.
Число двусторонних или свободных декамино (фигур, которые можно поворачивать и переворачивать), таким образом, равно
{\displaystyle 4461+90+22+73+8+1=4655,}
число односторонних декамино (фигур, которые можно поворачивать, но нельзя переворачивать) равно
{\displaystyle 4461\cdot 2+90\cdot 1+22\cdot 1+73\cdot 2+8\cdot 1+1\cdot 1=9189,}
а число фиксированных декамино (фигур, которые нельзя ни поворачивать, ни переворачивать) —
{\displaystyle 4461\cdot 8+90\cdot 4+22\cdot 4+73\cdot 4+8\cdot 2+1\cdot 2=36\ 446.}

## Замощение плоскости
3070 двусторонних декамино (все, кроме 1585, в число которых входят и 195 «дырявых» декамино) покрывают плоскость.

## Составление конструкций из декамино
Поскольку 195 декамино содержат «отверстия», из всех 4655 фигур нельзя сложить ни одного прямоугольника.
4460 односвязных декамино занимают общую площадь в 44 600 единичных квадратов; наибольший квадрат, который теоретически возможно построить с помощью односвязных декамино — квадрат 210 × 210, для построения которого требуется 4410 декамино. Такой квадрат в действительности был построен Livio Zucca.

## Псевдодекамино
Псевдополимино — обобщение полимино, набор полей бесконечной шахматной доски, которые может обойти король. Существует 758 381 двустороннее псевдодекамино, 1 514 618 односторонних псевдодекамино и 6 053 180 фиксированных псевдодекамино.